# Haplidia petrovitzi
Haplidia petrovitzi är en skalbaggsart som beskrevs av Baraud 1988. Haplidia petrovitzi ingår i släktet Haplidia och familjen Melolonthidae. Utöver nominatformen finns också underarten H. p. lasallei.